# سسکان برگی
سسکان برگی (نام علمی: Phylloscopidae) نام یک تیره از زیرراسته پرنده آوازخوان است.